# موبوتو سيسي سيكو
موبوتو سيسي سيكو (14 أكتوبر 1930 - 7 سبتمبر 1997)، كان ثاني رئيس لجمهورية الكونغو الديمقراطية من 1965 إلى 1997 (غير اسم الدولة إلى زائير في 1971 حتى 1997). كان يسمى بفهد كنشاسا.

## عن حياته

### البدايات
ولد جوزيف ديزي موبوتو في شمال غرب الكونغو في مدينة ليسالا أيام الاحتلال البلجيكي بعد عدة أشهر من ولادة الملك بودوان الأول ملك بلجيكا. كان أبوهُ ألبريك اغبيماني يعمل طباخاً عند حاكم ليسالا. وقد توفى والده وكان لا يزال في عمر ثمان سنين ثم رباه جده وعمه. وأكمل دراسته في مدرسة كاثوليكية. وعندما بلغ سن العشرين انضم إلى جيش الإستعمار البلجيكي (بالفرنسية: Force publique) حيث الضباط البيض يسيطرون على الجنود السود. ثم تزوج في عمر 25 سنة من ماري يتيني. ونقل إلى مركز قيادة جيش الإستعمار البلجيكي في ليبودفي في سنة 1953.
ترك الجيش بعد رحلته العصيبة فيه وأصبح يعمل صحفياً لجريدة "L'Avenir" الليبرالية في ليبودفي في سنة 1957 تحت إشراف الصحفي أنطوني بولامبا الذي قدمه إلى باتريس لومومبا. وقد سافر لأول مرة إلى أوروبا عام 1958 لتغطية مؤتمر EXPO في بروكسل حيث بقي لبعض الوقت ليتابع التدريب على الصحافة. في نفس الوقت كان في بروكسل سياسيون كونغوليين يفاوضون من أجل استقلال بلادهم.

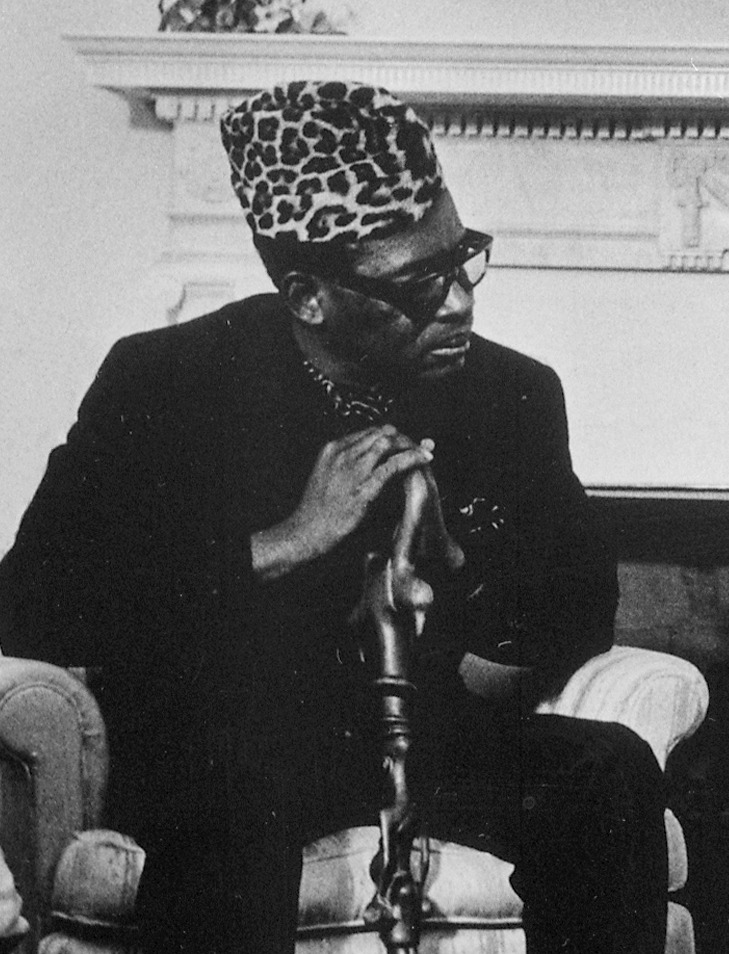
موبوتو في واشنطن عام 1973

### أيامه في الجيش
في يوليو 1960 بعد استقلال الكونغو أصبح وزير الدولة في حكومة باتريس لومومبا. استفاد من الخلافات بين السياسيين وحيث إنه الوحيد فقط من أتباع لومومبا الذي لديه خبرة عسكرية فقد عينهُ لومومبا بمنصب رئيس أركان الجيش الكونغولي. وتحت التأثير القوي لسفير بلجيكا في الكونغو آنذاك، تم اعتقال الرئيس باتريس لومومبا في عام 1960. وكان لدى لومومبا شعبية كبيرة في البلاد لكن كانت مشاكله مع بلجيكا أكبر. وكانت هذه بداية العلاقة بين البلجيكيين وموبوتو. ولقد تم تشكيل حكومة مؤقتة، وبعد ذلك اتهم موبوتو لومومبا أمام كاميرات التلفاز بأنه متعاطف بل مؤيد للشيوعية، كان موبوتو يريد بذلك التأييد والدعم من الولايات المتحدة. وحاول لومومبا الهرب من معتقلهِ لكن تم القبض عليهِ في الطريق. أمر موبوتو بسجن لومومبا. ثم أرسله إلى كاتانغا جنوب البلاد حيث سيقتل هناك. قام أنصار لومومبا بحرب ضد موبوتو. احتلوا بسرعة ثلثي الكونغو لكن مع دعم الولايات المتحدة استعاد لموبوتو كل الأقاليم المحتلة. وهذا « الانتصار » لم يكن ليكون ممكنا بدون الدعم الغربي. ووضع موبوتو قواته على جبهتين: الجبهة الخارجية من أجل الحرب الباردة وجبهة أخرى داخلية لدعم الاستقرار. وكان يعزز قوته ونفوذه بالقبض على النشطاء السياسيين وقمعهِ للمواطنين الكونغوليين.

### رئيسا للدولة
في 24 نوفمبر 1965 قام موبوتو بانقلاب أبيض على الرئيس يوسف كاسا فوبو أول رئيس للبلاد بعد الاستقلال. كان ذلك بعد أزمة سياسية شديدة بين الرئيس كاسا فوبو وحكومة الجنوب برئاسة موسى شومبي. هذا الانقلاب رحب به الجميع بما فيهم كاسا فوبو شومبي، وكذلك رحبت بهِ النقابات ودعمت القوى الجديدة وكذلك كانت المنظمات الطلابية مؤيدة له. ورحب بهِ سكان البلاد من الكونغوليين والأجانب فورا. ومن الناحية الدولية كانت بلجيكا والولايات المتحدة هم أول من اعترف بالرئيس الجديد. بإستثناء الصين والاتحاد السوفيتي فقد أبدو الممانعة. وباعتباره جنديا سابقا في الجيش البلجيكي أبدى موبوتو التعاون مع الإدارة البلجيكية. لقد كان موبوتو يعلم شعبية لومومبا عند الجماهير الكونغولية وهكذا اعتبر لومومبا بطلاً وطنياً وأول شهيد للاستقلال. في الجانب الاقتصادي تم تأميم الشركات البلجيكية في عام 1966. مع موبوتو أصبحت الكونغو حصان طروادة للأمريكان ضد المد الشيوعي في أفريقيا وخاصة في جنوب أفريقيا. رحب موبوتو بالمعارضين من أنغولا في المنفى وساعدهم في نضالهم لأجل الاستقلال عن البرتغال، لكنه في نفس الوقت كان ضد حركة MPLA الشيوعية. وكان الدعم الأمريكي للمقاتلين الأنغوليين من حركتي FLNA و UNITA تمر عبر الكونغو.
في 1969 قام بقمع دموي لمظاهرة طلابية. جثث الطلبة القتلى رميت في مقابر جماعية و12 طالبا حكموا بالإعدام. أغلقت الجامعة عاما و2000 طالب جندوا في الجيش، وقال في التلفزيون الوطني « تعلموا أن تطيعوا وأن تغلقوا أفواهكم. »

### زائير

علم زائير

أسس موبوتو في البلاد نظاما استبداديا يحكمه الحزب الأوحد حزب الثورة الشعبية (بالفرنسية: le Mouvement populaire de la Révolutione) ورقى نفسه إلى رتبة المارشال في 1982. إحدى أمنياته كانت أن تعود الدولة لثقافتها العميقة ولجذورها التاريخية، فاخترع مفهوم الزائيرية (بالفرنسية: Zaïrianisation) ويقصد به إنهاء الاستعمار الثقافي. في 1971 السنة التي يطلقون عليها اسم « سنة الثلاث Z » أعاد تسمية كلا من الدولة والنهر والعملة تحت اسم زائير. في نفس السنة فرض ملابس شعبية لخلق نموذج شعبي مغاير للزي الغربي وسماه « الabacost » أي اللباس المتواضع. وطالب الشعب باختيار أسماء أفريقية مناسبة ومحلية وأن تكون الأسماء غير مسيحية. وأطلق موبوتو على نفسه لقبا طويلا باللغة المحلية هو Mobutu Sese Seko Kuku Ngbendu Wa Za Banga وهذا يعني « موبوتو المجاهد الذي سينتصر ثم ينتصر ودون أن يستطيع شخص إيقافه ». فرض موبوتو أيضا الlingala اللغة الدارجة في غرب البلاد وأمر بتدريسها في المدارس والحديث بها شعبيا.

### النهاية
بسبب الفوضى التي ظهرت في البلاد والانتقادات الدولية لموبوتو إضافة للحرب في رواندا المجاورة في يونيو 1997 قام تحالف القوات الديمقراطية من أجل تحرير الكونغو - زائير والتي يقودها لوران كابيلا بدخول العاصمة كنشاسا. وتنحية موبوتو عن السلطة. هرب موبوتو لاحقا إلى التوغو ثم توجه إلى منفاه بالمغرب حيث توفي هناك في 7 سبتمبر 1997 متأثرا بمرض السرطان ودفن في مقبرة مسيحية في العاصمة المغربية الرباط. وفي عام 2007 أوصى المجلس التشريعي في جمهورية الكونغو الديمقراطية باستعادة رفات موبوتو سيسيسيكو ودفنها في ضريح في الكونغو.

## روابط خارجية
- موبوتو سيسي سيكو على موقع IMDb (الإنجليزية)
- موبوتو سيسي سيكو على موقع الموسوعة البريطانية (الإنجليزية)
- موبوتو سيسي سيكو على موقع مونزينجر (الألمانية)
- موبوتو سيسي سيكو على موقع إن إن دي بي (الإنجليزية)
- موبوتو سيسي سيكو على موقع قاعدة بيانات الفيلم (الإنجليزية)
- موبوتو سيسي سيكو على موقع كينوبويسك (الروسية)

| المناصب السياسية                                        | المناصب السياسية                                                                                   | المناصب السياسية                                     |
| ------------------------------------------------------- | -------------------------------------------------------------------------------------------------- | ---------------------------------------------------- |
| سبقه جوزيف كازا فيبو - رئيس جمهورية الكونغو الديمقراطية | رئيس جمهورية الزائير (كان قبل 1971 رئيس جمهورية الكونغو الديمقراطية) 24 نوفمبر 1965 – 16 مايو 1997 | تبعه لوران كابيلا - رئيس جمهورية الكونغو الديمقراطية |